# Retrato de Abraham de Potter

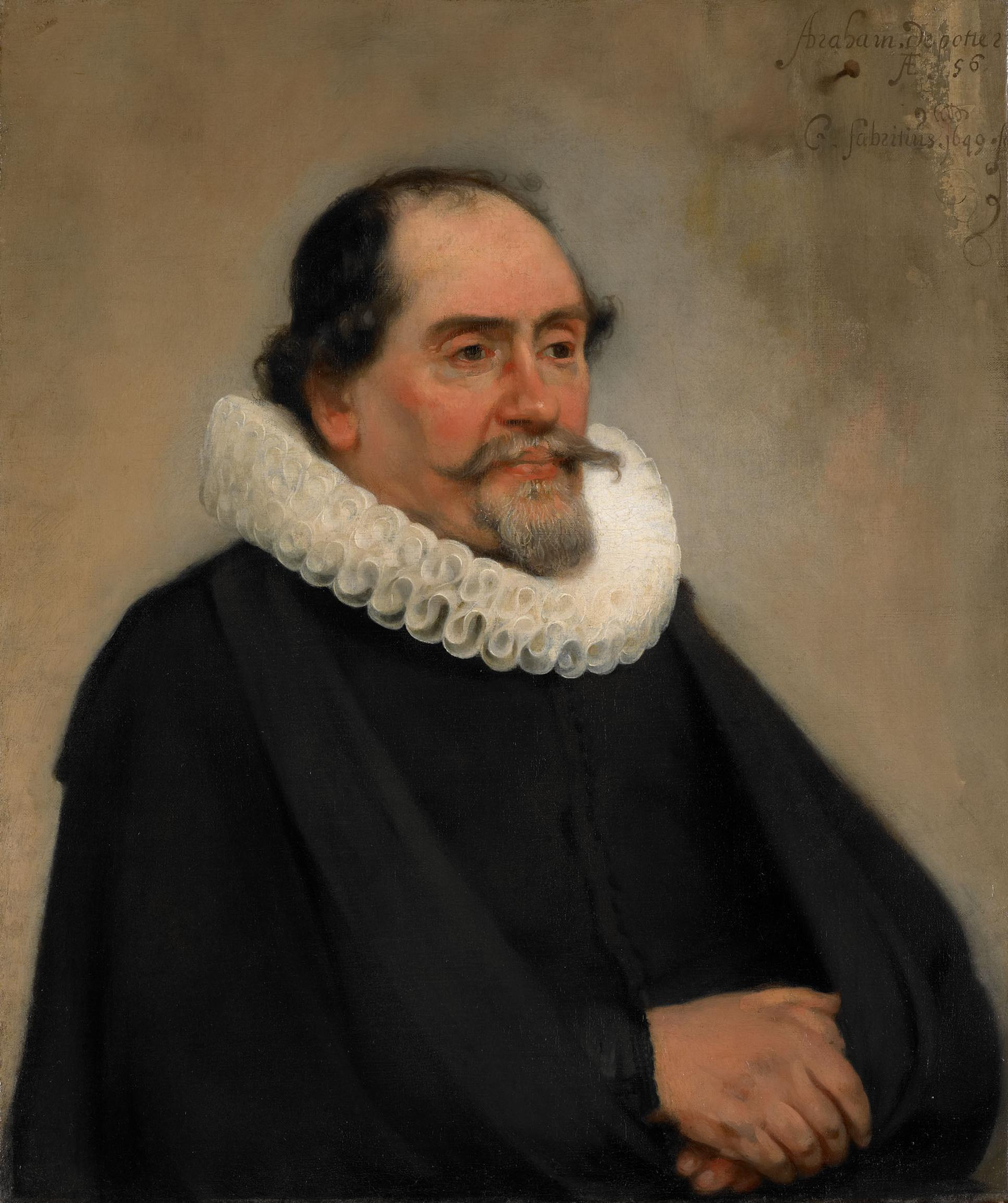
Retrato de Abraham de Potter, Carel Fabritius; 1649.

Retrato de Abraham de Potter es una pintura de Carel Fabritius de 1649. Lo hizo un año antes de mudarse a Delft. Esta pintura y el Autorretrato en Róterdam son las únicas obras que han sobrevivido del breve período transcurrido entre su colaboración con Rembrandt en Ámsterdam y su partida a Delft. En ese momento estaba viviendo nuevamente en su pueblo natal de Middenbeemster. Documentos del siglo XVII muestran que durante este tiempo también realizó encargos para familias adineradas de Ámsterdam que tenían casas de campo en Beemster. Pudo haber entrado en contacto con estas familias gracias a las relaciones sociales de la persona retratada en este cuadro. Abraham de Potter era un amigo de la familia y creyente de los padres de Fabritius. Por ejemplo, él y su esposa Sara Sauchelle actuaron como padrinos en el bautismo del hermano menor de Carel, Johannes. Debido a que el apellido de De Potter a veces también se deletreaba Putter, el biógrafo de Fabritius, Christopher Brown, sugirió con cautela la posibilidad de que Fabritius pintara para él su El jilguero (Putterje, en holandés).

## Técnica
El retrato ilustra el nuevo camino que tomó Fabritius después de su intensa colaboración con Rembrandt. Aunque sigue siendo fiel a su maestro en su técnica de pintura suelta a través de la cual brilla la capa subyacente, cambia los contrastes dramáticos de luz y oscuridad de sus primeras pinturas de historia por una iluminación clara y naturalista llena de matices de color refinados. Esto puede deberse a su creciente interés por el trampantojo, del cual el clavo pintado en la parte superior derecha de la pared encalada es el primer ejemplo conocido en la obra de Fabritius. Está junto al nombre y firma: "Abraham de Potter AE. 56 / C. Fabritius.1649.fecit".

## Origen
La pintura proviene de la colección de William Ward, primer conde de Dudley, apodado The Lord Ward (1817-1885). En la subasta de su finca el 25 de junio de 1892 en Londres, fue comprada por el marchante de arte M. H. Colnaghi, quien revendió el retrato ese mismo año al Rijksmuseum de Ámsterdam.